# Macrobathra baculiformis
Macrobathra baculiformis (лат.) — вид роскошных молей рода Macrobathra (Cosmopterigidae). Эндемик Китая. Видовой эпитет нового вида образован от латинского слова baculiformis, обозначающего форму вальвы в гениталиях самца.

## Распространение
Встречается в Юго-Восточной Азии: Китай, провинция Хайнань (Datian, Dongfang City, 100 м).

## Описание
Мелкие молевидные чешуекрылые, размах крыльев около 1 см, от 10,5 до 11,0 мм. От близких видов отличается следующими признаками: усиком антенны с пектеном, в гениталиях самца — тегуменом, вытянутым в треугольник переднелатерально, и крупными симметричными пальцевидными долями анеллуса. Вальва гениталий самца стержневидная, однородная, с густыми волосками, закругленная на вершине. Переднее крыло темно-коричневое; широкая фасция (полоса) крыла бледно-желтая, от 1/5 и 2/5 до дорсального края, внутренний край прямой, внешний край изогнут медиально; боковой край с большим бледно-желтым пятном, идущим от 5/6 до нижнего угла дискальной ячейки; бахромка темно-коричневая. Задние крылья и бахрома темно-коричневые. Передние и средние ноги темно-коричневые, за исключением бедра и голени средней лапки коричневых дорсально, голени белые на 1/3 и 2/3 по наружной поверхности, первый тарзомер окаймлен белым в основании и вершине, пятый тарзомер белый; задние ноги с бедром и голенями светло-коричневые по внутренней поверхности, темно-коричневые по наружной поверхности, за исключением бедра белое на вершине и голеней белые в середине и вершине, тарзус темно-коричневый, первый тарзомер окаймлен белым в основании и вершине. Лабиальные щупики с третьим сегментом длиннее второго, антенна с удлинённым скапусом.